# Lev Atamanov
Lev Atamanov (russisk: Левон Константинович Атаманян) (født 21. februar 1905 i Moskva i det Russiske Kejserrige, død 12. februar 1981 i Moskva i Sovjetunionen) var en sovjetisk filminstruktør, en af grundlæggerne af animeret filmkunst i USSR. Født i en armensk familie.
Ifølge den japanske filminstruktør og animator Hayao Miyazaki havde Atamanovs film "Snedronningen" en afgørende indflydelse på hans valg af profession.[kilde mangler]

## Filmografi
- Alenkij tsvetotjek (Аленький цветочек, 1952)
- Snedronningen (Снежная королева, 1957)
- Kljutj (Ключ, 1961)[1]